# 2 Pułk Rozpoznania Radioelektronicznego
2 Pułk Rozpoznania Radioelektronicznego – jednostka rozpoznawcza Wojska Polskiego szczebla centralnego.

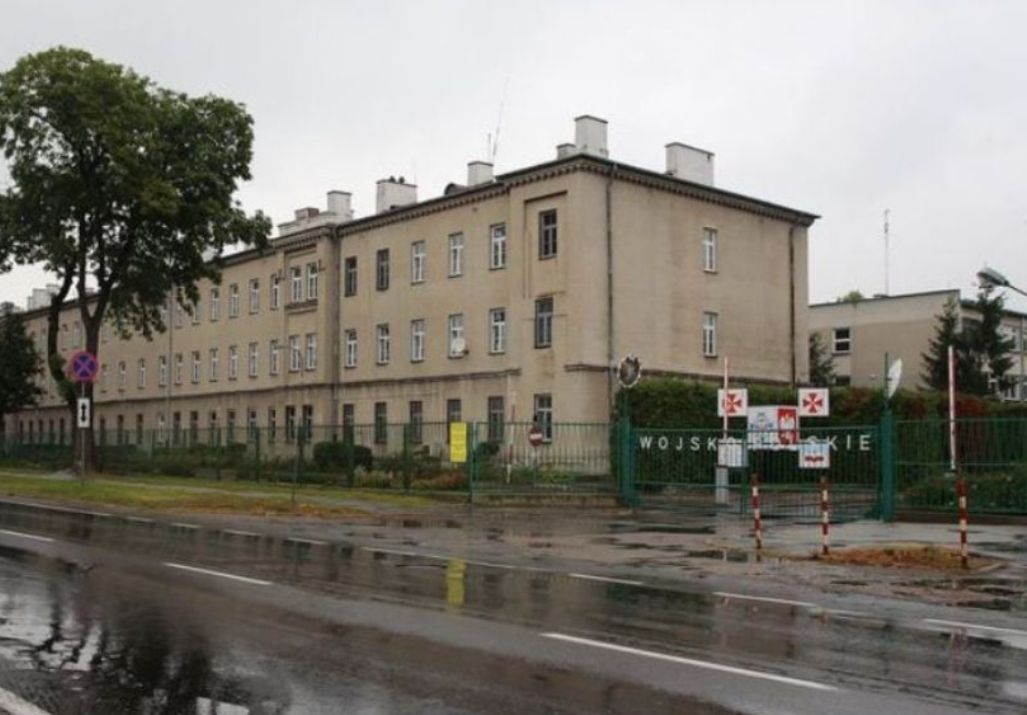
Przasnysz, 2013 r.

## Historia

### Formowanie, stacjonowanie, przekształcenie, zadania
Sformowany w 1960 roku na bazie batalionu radiopelengacyjnego jako 2 Ośrodek Radioelektroniczny. Od 1964 roku stacjonował w Przasnyszu. Podporządkowany operacyjnie szefowi Zarządu II SG WP.
W 1974 roku ośrodek przekształcony został w 2 Pułk Rozpoznania Radioelektronicznego. W okresie 22 lat istnienia pułk został siedmiokrotnie odznaczony Medalem Pamiątkowym za Osiągnięcia w Służbie Wojskowej. W 1976 roku garnizon wizytował szef Sztabu Generalnego gen. broni Florian Siwicki z okazji 25 rocznicy powstania jednostki.
W 1989 roku delegacja i kompania honorowa 2 Pułku Rozpoznania Radioelektronicznego wzięła udział w uroczystościach złożenia prochów oficerów pomordowanych w Katyniu. Uroczystość odbyła się na cmentarzu w Przasnyszu.
Od 1990 roku pułk realizował zadania rozpoznawcze w stosunku do obiektów rozmieszczonych od granicy na wschód – w obwodzie królewieckim, na Białorusi, Ukrainie, w Mołdawii. Zadania te obejmowały częściowo rozpoznanie na Bliskim Wschodzie, gdzie rozmieszczone były nasze kontyngenty wojskowe, w zakresie dostarczania niezbędnych informacji. Zadania rozpoznania radioelektronicznego stawiane były przez Ośrodek Koordynacji ulokowany w Sztabie Generalnym WP, który koordynował wszystkie jednostki radioelektroniczne WP (znajdowały się one w siłach powietrznych i w marynarce wojennej).
W 1991 roku przybył do pułku pierwszy kapelan ks. Wojciech Brzozowski.
17 sierpnia 1996 roku, w 45 rocznicę istnienia jednostki, wiceminister ON Andrzej Karkoszka wręczył sztandar nowego typu ufundowany przez społeczeństwo ziemi przasnyskiej. W 1996 roku 2 Pułk Rozpoznania Radioelektronicznego został przekształcony w 2 Pułk Radioelektroniczny istniejący do 2002 r.

### Rozformowanie
W wyniku decyzji Ministra Obrony Narodowej z 1 stycznia 2003 roku na bazie 2 Pułku Radioelektronicznego powstał 2 Ośrodek Radioelektroniczny.

## Organizacja
- dowództwo i sztab
- 1 kompania rozpoznania (namierzania radiowego)
- 2 kompania rozpoznania (przechwytu radiowego)
- 3 kompania rozpoznania
- kompania łączności
- kompania zaopatrzenia
- kompania remontowa
- kompania medyczna

## Dowódcy
- płk Władysław Urbański (1970-1975)
- płk dypl. Paweł Marciniak (1975-1978)
- ppłk dypl. Marian Szklarek (1978-1984)
- płk dypl. Mieczysław Rak (1984-1988)
- płk dypl. Stanisław Krzyżanowski (1988-1996)